# Jüdischer Friedhof (Jeßnitz, Anhalt)

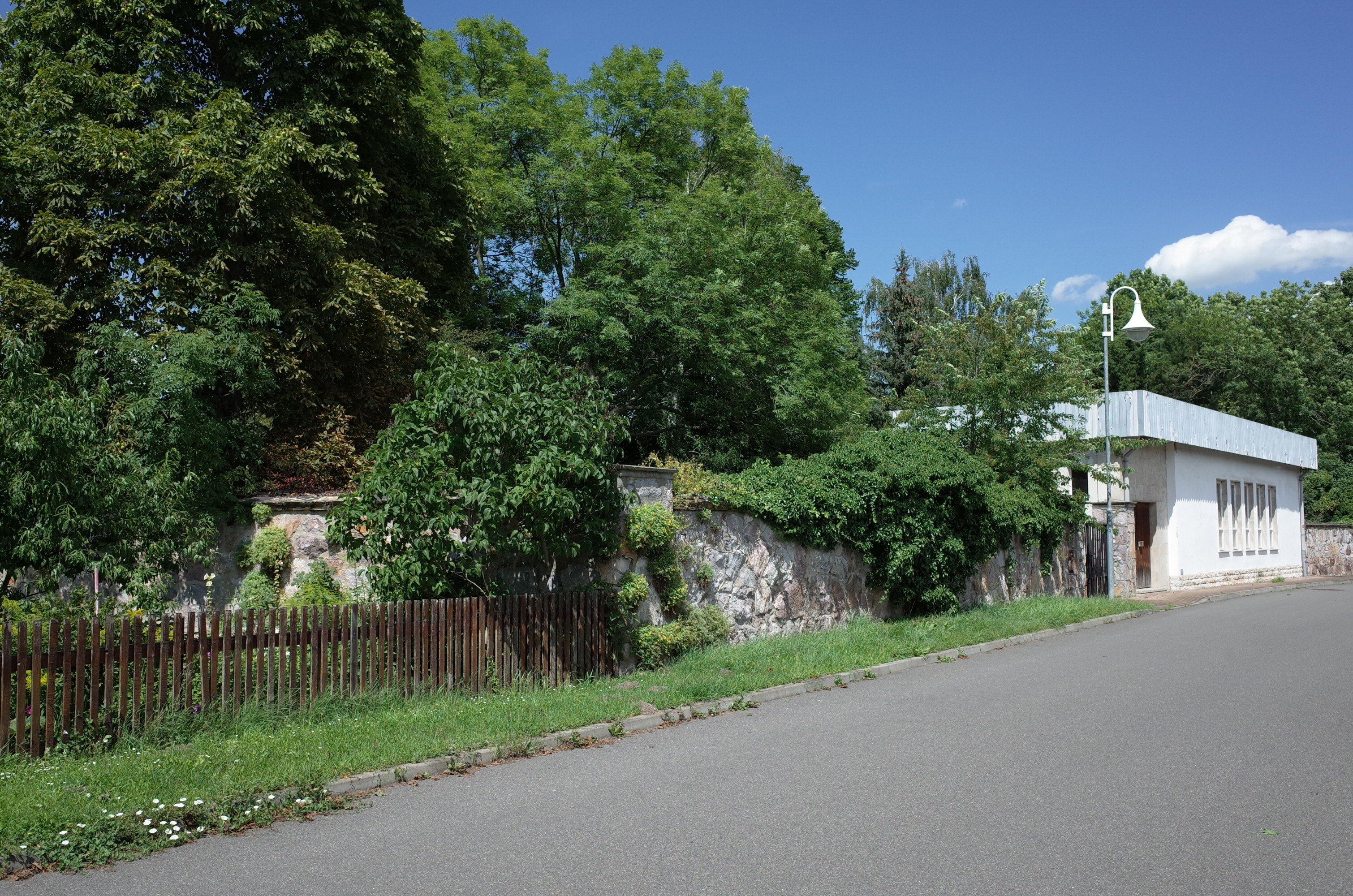
Der jüdische Friedhof in Raguhn-Jeßnitz, Ortsteil Jeßnitz, in der Schloßstraße (Juli 2017)

Der Jüdische Friedhof Jeßnitz liegt in Jeßnitz, einem Ortsteil der Stadt und Einheitsgemeinde Raguhn-Jeßnitz im Landkreis Anhalt-Bitterfeld in Sachsen-Anhalt. Der Friedhof an der Schloßstraße befindet sich südwestlich direkt anschließend an den kommunalen Friedhof.

## Geschichte
Der jüdische Friedhof wurde Ende des 17. Jahrhunderts (um 1680) angelegt und 1773 erweitert. 1865 erhielt er ein Bet- und Leichenhaus, er wurde 1886 mit einer Bruchsteinmauer umgeben. Auf dem Friedhof, der bis in die 1930er-Jahre belegt wurde, wurden 1938 alle Grabsteine umgeworfen. Nach 1945 wurde der Friedhof wiederhergerichtet, befand sich jedoch immer wieder in sehr schlechtem Zustand. Eine letzte Beisetzung fand 1982 statt.